# 1972
Het jaar 1972 is een jaartal volgens de christelijke jaartelling.

## Gebeurtenissen
januari
- 5 - President Nixon kondigt in San Clemente, Californië, de ontwikkeling aan van een herbruikbaar ruimteveer: het Spaceshuttleprogramma.
- 9 - Het cruiseschip Queen Elizabeth zinkt na een brand op het schip.
- 12 - De Amerikaanse televisieserie All in the Family verschijnt voor het eerst op de Nederlandse tv.
- 16 - De Deense premier Jens Otto Krag stelt aan de bevolking de nieuwe koningin Margrethe II voor.
- 30 - Bloody Sunday: tijdens een demonstratie in het Noord-Ierse Londonderry schiet het Britse leger 14 burgers dood.

februari
- 3 - Opening van de elfde Olympische Winterspelen in Sapporo, Japan. Het zijn de eerste Winterspelen in Azië. De Nederlandse schaatsploeg, met onder anderen Ard Schenk, Stien Kaiser, Kees Verkerk en Atje Keulen-Deelstra, wint in totaal vier gouden, drie zilveren en twee bronzen medailles.
- 14 - In Brussel wordt het "Cultuurpact" gesloten ter bescherming van de filosofische en religieuze minderheden. Dit pact moest een gezonde basis vormen voor de culturele autonomie. Het is een van de stappen naar de federale staat België.
- 21 - Richard Nixon bezoekt Mao Zedong in Peking.
- 29 - Na uiterst emotionele debatten neemt in Nederland de Tweede Kamer een motie-Voogd aan, waarin de regering wordt opgeroepen af te zien van haar voornemen om de drie van Breda vrij te laten.

maart
- 11 - Bij wet wordt de aanleg geregeld van een buisleidingenstraat tussen de Haven van Antwerpen en de Haven van Rotterdam.
- 12 - Nederland eindigt als zevende en laatste bij het wereldkampioenschap ijshockey voor C-landen in Roemenië.
- 14 - The Godfather gaat in New York in première.
- 25 - Luxemburg wint het zeventiende Songfestival met "Après toi" gezongen door de Griekse zangeres Vicky Leandros. Nederland eindigt op de vierde plaats met Sandra & Andres en België eindigt zeventiende en voorlaatste met Serge & Christine Ghisoland.
- 26 - Walter Planckaert wint de zevende editie van Nederlands enige wielerklassieker, de Amstel Gold Race.
- 28 - de Britse regering maakt met een “direct rule” wet een einde aan het zelfbestuur van Noord-Ierland.

april
- 10 - In Iran treft een aardbeving met een kracht van 7,2 de stad Ghir Karzin in de provincie Fars en een gebied van 250 kilometer daaromheen. Meer dan 5300 mensen komen om.
- 16 - De Apollo 16 wordt gelanceerd voor een reis naar de maan. Het is de voorlaatste missie van het Apolloprogramma waarbij op de maan wordt geland.
- 22 - Voor eigen publiek wint Tsjecho-Slowakije het wereldkampioenschap ijshockey voor A-landen.
- 29 - Aanval van Hutu-guerrilla's in Burundi op leden van de regerende Tutsi-stam, waarbij tussen de 5.000 en 15.000 Tutsi's gedood worden. Het Tutsi-regeringsleger slaat terug met hulp van Zaïre. Eind mei zijn circa 100.000 Hutu's gedood. Velen vluchten naar naburige staten.

mei
- 7 - Cecil Tirion start in Paramaribo zijn eigen karateschool, wat gezien wordt als de start van karate in Suriname.
- 11 tot 24 - De Rote Armee Fraktion pleegt een serie bomaanslagen in Heidelberg, Frankfurt, Augsburg, München, Karlsruhe en Hamburg. Er vallen vijf doden en een groot aantal gewonden.
- 15 - De soevereiniteit over Okinawa wordt door de Verenigde Staten overgedragen aan Japan. De Amerikanen behouden nog wel militaire steunpunten op het eiland.
- 22 - De Nederlandse damgrootmeester Ton Sijbrands wordt in Hengelo wereldkampioen dammen. Sinds 1955 was deze titel alleen maar door Russen gewonnen.
- 22  - Richard Nixon bezoekt als eerste Amerikaanse president de Sovjet-Unie. Met Leonid Brezjnev bespreekt hij onder andere de wapenreductie.
- 22 - Het Britse dominion Ceylon wordt een republiek, en verandert zijn naam in Sri Lanka.
- 26 - Het SALT I-verdrag tussen de Sovjet-Unie en de Verenigde Staten wordt getekend.
- 27 - Decreet van de Nederlandse Cultuurraad (voorloper van het Vlaams Parlement, in België), betreffende het taalgebruik bij de eedaflegging. Hierbij wordt voorgeschreven, dat alleen de eed in het Nederlands geldt in het Nederlandstalige landsgedeelte. Hierdoor wordt de wet van 30 juli 1884 opgeheven.
- 31 - In de Rotterdamse Kuip wint Ajax de Europacup door met 2-0 Inter Milaan te verslaan. Beide doelpunten zijn van Johan Cruijff. In het tv-verslag wordt voor het eerst gebruikgemaakt van herhaling van beelden in slow motion.

juni
- 1 - Andreas Baader, Holger Meins en Jan-Carl Raspe van de Baader-Meinhofgroep (Rote Armee Fraktion) worden gevangengenomen na een hevig gevecht met de West-Duitse politie.
- 6 - Leden van de Volksunie (VU) hijsen de regionale Vlaamse leeuwenvlag aan de gevel van het Belgische Parlement. De stunt, die amper twee uur duurt, heeft noch feitelijk noch symbolisch enig gevolg.
- 8 - Tijdens een Amerikaanse luchtaanval op Vietnam wordt de foto gemaakt van het napalmmeisje, een kind dat naakt en brandend aan de vuurzee tracht te ontsnappen.
- 9 - Begin aanleg van de Zoetermeerlijn, de eerste nieuwe spoorlijn in Nederland sinds 1933.
- 15 - De 37-jarige Ulrike Meinhof, kopstuk van de West-Duitse Baader-Meinhofgroep (Rote Armee Fraktion) wordt aangehouden te Hannover, samen met de 27-jarige Gerhard Müller.
- 15 - Cathay Pacific vlucht-700Z stort neer na een bomexplosie in Vietnam. Alle 81 inzittenden komen om het leven.
- 17 - In de nacht van 17 juni belt nachtwaker Wills in Washington de politie om te melden dat vijf inbrekers op het hoofdkantoor van de Democratische Partij zitten. Ze worden aangehouden. Daarmee start het bekende Watergateschandaal, dat leidt tot het gedwongen voortijdig ontslag van president Nixon, twee jaar later.
- 18 - West-Duitsland wint in Brussel het EK voetbal door de Sovjet-Unie in de finale met 3-0 te verslaan.

juli
- 10 - In Reykjavik begint de tweekamp om het wereldkampioenschap schaken. Bobby Fischer is de uitdager van wereldkampioen Boris Spasski.
- 21 - Bloody Friday: De IRA voert een groot aantal bomaanslagen uit in de Noord-Ierse stad Belfast
- 22 - De Russische planeetverkenner Venera 8 maakt een zachte landing op Venus. Na 50 minuten en 11 seconden bezwijkt de capsule door de hoge temperatuur en luchtdruk en verliest radiocontact. Ze heeft in die tijd echter veel nuttige informatie naar de vluchtleiding in Moskou gestuurd.
- 23 - De Belgische wielrenner Eddy Merckx wint opnieuw - voor de vierde maal - de Ronde van Frankrijk.

augustus
- 11 - Een windhoos treft camping Duinoord op Ameland. Er vallen drie doden en honderden gewonden.
- 22 - De Noord-Hollandse badplaatsen Callantsoog en Schoorl weigeren een deel van hun stranden beschikbaar te stellen voor naaktrecreatie.
- 25 - Tijdens de verkeersramp bij Prinsenbeek vindt een kettingbotsing in dichte mist plaats waarbij ongeveer 60 voertuigen betrokken zijn. Dertien mensen komen om het leven, 26 raken er gewond.
- augustus - De radiotelescoop Effelsberg wordt in bedrijf genomen. Hij wordt beheerd door het Max-Planck-Institut für Radioastronomie in Bonn.

september
- 5 - Tijdens de 20e Olympische Spelen in München gijzelen acht leden van de Palestijnse terreurgroep Zwarte September de Israëlische sportploeg. De gijzeling wordt met geweld beëindigd op het vliegveld, waarbij zeventien doden vallen: alle gijzelaars en vijf terroristen.
- 26 - De bevolking van Noorwegen wijst met een kleine meerderheid van 52% in een referendumm het lidmaatschap van de Europese Gemeenschappen af.
- 26 - In het holst van de nacht kraakt Aage Meinesz met zijn thermische lans de kluis van de Nederlandse Middenstandsbank te Helmond en gaat er vandoor met 600.000 gulden.
- 29 - De Belgische atleet Miel Puttemans brengt te Brussel het wereldrecord op de 5000 meter op 13.13,0.
- 30 - Radio Veronica verhuist van 192 naar 538 meter in de middengolf. De zeezender is nu in vrijwel heel Nederland goed te ontvangen.

oktober
- 13 - Een Uruguayaans legervliegtuig bracht spelers en familie van de rugbyclub Old Christians Club uit Montevideo naar Santiago in Chili voor een wedstrijd. Het toestel stortte neer in het Andesgebergte. 16 van de 45 mensen overleefden maar werden pas 2 maanden later gevonden. De film Alive omschrijft het relaas van de Andesvliegramp.
- 18 - Het komisch duo Peppi en Kokki verschijnt voor het eerst op de Nederlandse televisie.
- 25 - De Belgische wielrenner Eddy Merckx breekt het 14 jaar oude werelduurrecord van Ole Ritter met 778 meter. Hij brengt het record zodoende op 49,431 km. Hij behield dit record tot 2010.

november
- 13 - Zeer zware storm in onder meer Nederland. 54 doden, waarvan 9 in Nederland. 5 miljoen bomen worden ontworteld, schepen worden op het strand geworpen en enorme schade aangericht aan gebouwen.
- 16 - De Algemene Vergadering van de UNESCO neemt de Overeenkomst voor het Werelderfgoed aan.

december
- 7 - Blue Marble, de  beroemde foto van de aarde, genomen door de bemanning van het ruimteschip Apollo 17 op ongeveer 29.000 kilometer afstand van de aarde.
- 11 - Apollo 17 landt op de maan.
- 19 - Met de terugkeer van Apollo 17 op aarde komt er een einde aan het Apolloprogramma. De astronauten Eugene Cernan en Harrison Schmitt zijn vooralsnog de laatste mensen op de maan en zelfs de laatsten die ontsnapten aan de aardse zwaartekracht.
- 23 - Managua, de hoofdstad van Nicaragua, wordt voor een groot deel vernield door een aardbeving en duizenden komen om.
- 29 - De allereerste ramp met een widebodyvliegtuig. Een Lockheed L-1011 TriStar van Eastern Air Lines stort neer in de Everglades.

zonder datum
- De Club van Rome publiceert haar eerste rapport De grenzen aan de groei.
- Sietz Leeflang richt in Boxtel een onderzoekscentrum op naar kleinschalige, milieuvriendelijke landbouw: De Kleine Aarde.

## Muziek

### Klassieke muziek
- 27 januari: Symfonie nr. 10 van Vagn Holmboe is voor het eerst te horen en wel in Detroit
- 11 februari: Partita van Krzysztof Penderecki is voor het eerst te horen
- 6 mei - Eerste uitvoering te Bremen van Gran Torso, het 1e strijkkwartet van Helmut Lachenmann
- 24 mei: Tempo variabile van Vagn Holmboe is voor het eerst te horen
- 12 oktober: Preludes en fuga van Witold Lutosławski is voor het eerst te horen
- 18 oktober: Cantus Arcticus van Einojuhani Rautavaara is voor het eerst te horen
- 21 november: Trompetconcert nr. 1 van Eino Tamberg is voor het eerst te horen

### Populaire muziek
- maart - De Belgische studiomuzikanten van The Chakachas ontvangen in de VS een gouden plaat omdat hun hit Jungle Fever meer dan een miljoen exemplaren heeft omgezet.
- Hit afkomstig uit de Fabeltjeskrant: Hup daar is Willem met de waterpomptang, door Frans van Dusschoten.

## Beeldende kunst

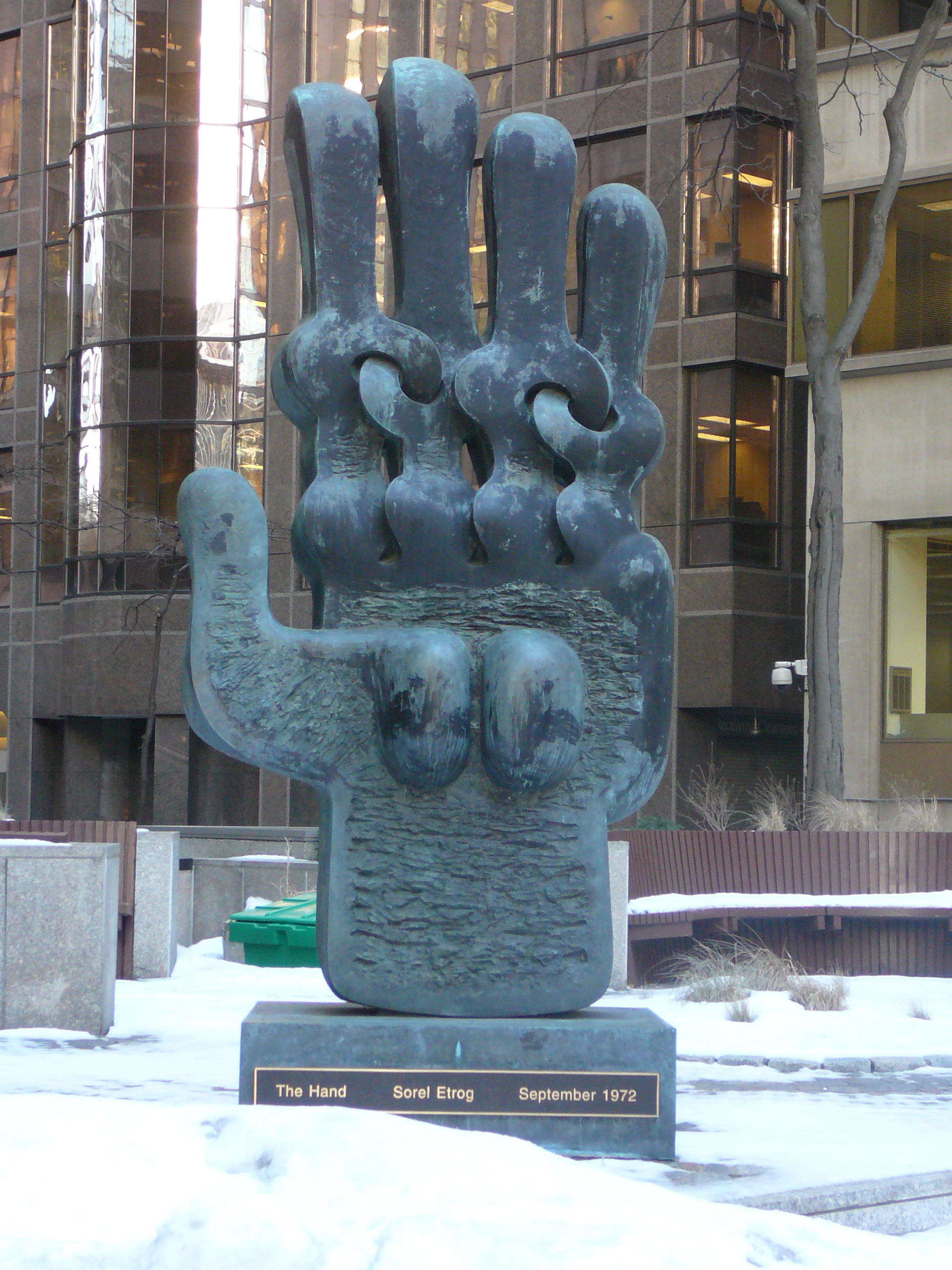
The Hand (1972) Sorel Etrog, Toronto
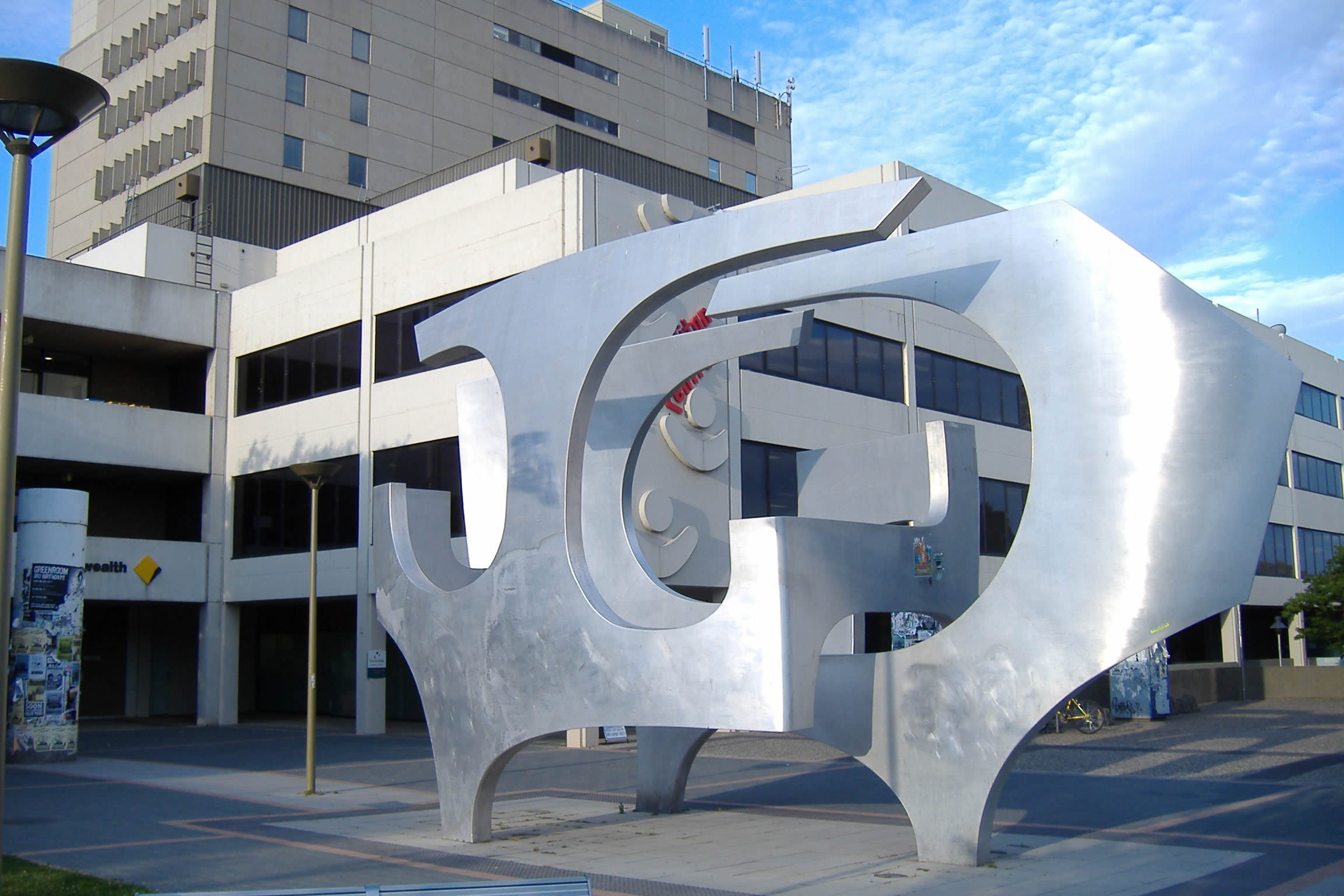
Sculptural Form (1972) Margel Hinder, Town Square, Canberra

## Bouwkunst

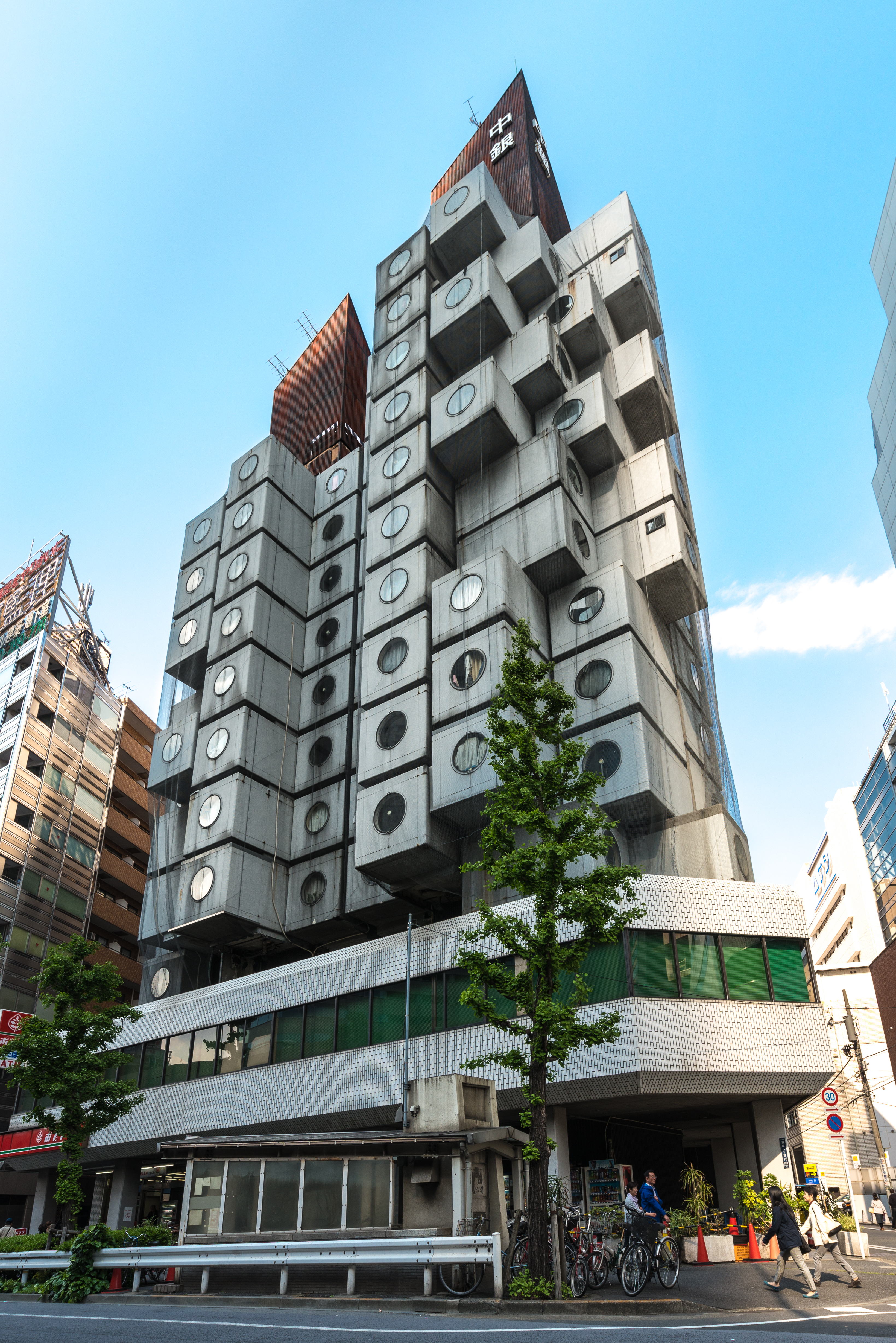
Nakagin Capsule Toren, Tokio Kisho Kurokawa
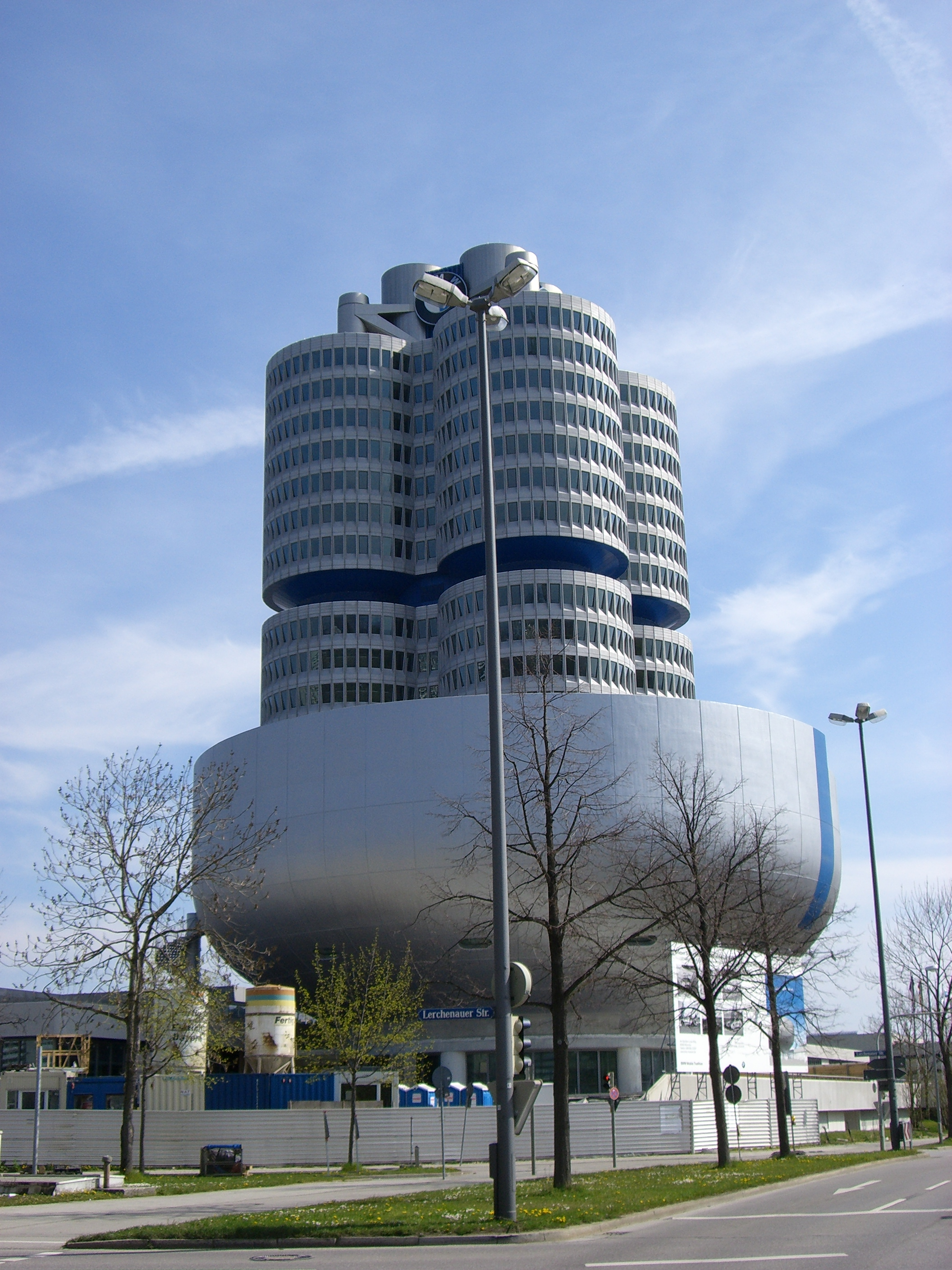
BMW Museum, München Karl Schwanzer

## Geboren

### januari
- 1 - Tom Barman, Belgisch muzikant en filmmaker
- 1 - Lilian Thuram, Frans voetballer
- 1 - Zsolt Szabó, Hongaars voetbalscheidsrechter
- 2 - Greg Bennett, Australisch triatleet
- 2 - Arif Erdem, Turks voetballer
- 2 - Egil Østenstad, Noors voetballer
- 2 - Luis Pérez Companc, Argentijns autocoureur en rallyrijder
- 2 - James Iroha Uchechukwu, Nigeriaans fotograaf
- 3 - Vladimir Kokol, Sloveens voetballer
- 4 - Marinus Dijkhuizen, Nederlands voetballer
- 4 - Roch Gérard, Belgisch voetballer
- 4 - Charlotte Hudson, Brits presentatrice
- 5 - Sasha, Duits zanger
- 6 - Ipang (Irfan Fahri Lazuardy), Indonesisch zanger
- 6 - Filippo Neviani, Italiaans zanger
- 6 - Pascal Nouma, Frans voetballer
- 7 - Kyoko Shimazaki, Japans langebaanschaatsster
- 7 - Svetlana Zjoerova, Russisch langebaanschaatsster
- 8 - Giuseppe Favalli, Italiaans voetballer
- 8 - Daniël van der Ree, Nederlands politicus
- 9 - Mat Hoffman, Amerikaans BMX'er
- 10 - Mohammed Benzakour, Nederlands publicist, columnist, schrijver en dichter
- 11 - Marc Blucas, Amerikaans acteur
- 11 - Amanda Peet, Amerikaans actrice
- 12 - Sami Mahlio, Fins voetballer
- 12 - Jason & Randy Sklar, Amerikaanse tweeling, acteurs en filmproducenten
- 13 - Mark Bosnich, Australisch voetballer
- 13 - Stine Jensen, Nederlands filosofe en publiciste
- 13 - Julio Rey, Spaans atleet
- 13 - Aleksej Vasiljev, Russisch autocoureur
- 15 - Kobe Tai, Taiwanees-Japans pornoactrice
- 15 - Sarah Wynter, Australisch actrice
- 16 - Marit Maij, Nederlands politica
- 17 - Iris Boter, Nederlands schrijfster en illustrator
- 17 - Levan Varsjalomidze, Georgisch politicus
- 18 - Martin Cruijff, Nederlands voetballer
- 18 - Kjersti Tysse Plätzer, Noors atlete
- 19 - Andrej Fetisov, Russisch basketballer
- 19 - Ron Killings, Amerikaans rapper en professioneel worstelaar
- 20 - Fredrik Andersson Hed, Zweeds golfer (overleden 2021)
- 20 - Nikki Haley, Amerikaans republikeins politica; ambassadrice bij de VN
- 20 - Martin Wörsdörfer, Nederlands politicus
- 21 - Davide Roda, Italiaans autocoureur
- 22 - Gonzalo Rodríguez, Uruguayaans autocoureur (overleden 1999)
- 23 - Ewen Bremner, Schots acteur
- 23 - Marcel Wouda, Nederlands zwemmer en zwemcoach
- 24 - Daan Schuurmans, Nederlands acteur
- 24 - Ulla Werbrouck, Belgisch judoka
- 25 - Alessio Girelli, Italiaans wielrenner
- 25 - Lars Rosing, Deens-Groenlands acteur
- 26 - Remko Koster, Nederlands hockeyer
- 27 - Nathan Blake, Welsh voetballer
- 27 - Aleksandr Lvov, Russisch autocoureur
- 27 - Mark Owen, Engels zanger en songwriter
- 28 - Jelena Baranova, Russisch basketbalster
- 28 - Léon van Bon, Nederlands wielrenner
- 28 - Amy Coney Barrett, Amerikaans juriste; beroepsrechter
- 29 - Junior Mthombeni, Belgisch acteur, regisseur en muzikant
- 29 - Joseph Oosting, Nederlands voetballer
- 30 - Mike Johnson, Amerikaans Republikeins politicus
- 30 - Digvijay Singh, Indiaas golfer
- 31 - Reinier Robbemond, Nederlands voetballer en voetbalcoach

### februari

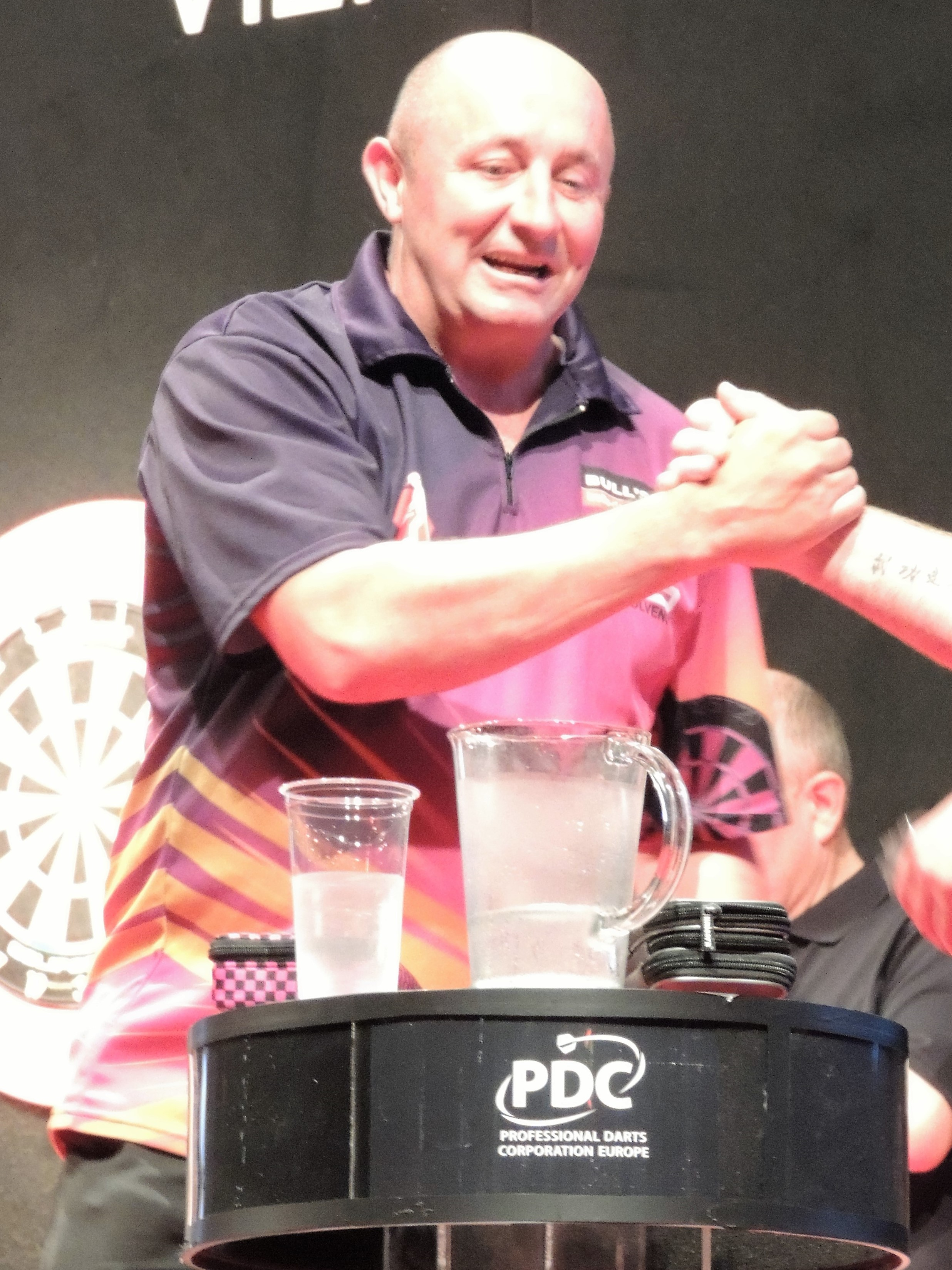
James Wilson,
geboren op 25 februari

- 1 - Johan Walem, Belgisch voetballer
- 1 - Christian Ziege, Duits voetballer
- 2 - Esther Gerritsen, Nederlands schrijfster
- 2 - Radosław Kałużny, Pools voetballer
- 2 - Hendrick Ramaala, Zuid-Afrikaans atleet
- 3 - Mart Poom, Ests voetballer
- 4 - Luís Pedro Magalhães, Portugees autocoureur
- 6 - Barbara Fusar Poli, Italiaans kunstschaatsster
- 6 - Dragomir Stanković, Servisch voetbalscheidsrechter
- 7 - Sophie Brouhon, Belgisch politica
- 7 - Chris Lieto, Amerikaans triatleet
- 8 - Marco Aurelio Silva Businhani, Braziliaans voetballer
- 8 - Marc Strange Jacobsen, Deens wielrenner
- 8 - Vera Tax, Nederlands politica, lid Europees parlement
- 8 - Darío Ubríaco, Uruguayaans voetbalscheidsrechter
- 9 - Jason George, Amerikaans acteur
- 9 - Norbert Rózsa, Hongaars zwemmer
- 10 - Pieter van der Kruk, Nederlands atleet
- 10 - Mr. Scruff, Brits dj, acid jazz-muzikant en beeldend kunstenaar
- 11 - Steve McManaman, Engels voetballer
- 12 - Mylène Gordinou, Nederlands presentatrice
- 12 - Ajay Naidu, Amerikaans acteur
- 13 - Virgilijus Alekna, Litouws atleet
- 13 - Manou Schauls, Luxemburgs voetballer
- 14 - Raymond Beerens, Nederlands voetballer
- 14 - Marieke de Kruijf, Nederlands actrice
- 14 - Fernando Picún, Uruguayaans voetballer
- 14 - Rob Thomas, Amerikaans zanger
- 15 - Héctor Carabalí, Ecuadoraans voetballer
- 15 - Michelle, Duits schlagerzangeres
- 15 - Alain Sergile, Haïtiaans zwemmer
- 15 - Isabelle Vandenabeele, Belgisch illustrator
- 16 - Grit Breuer, Duits atlete
- 16 - Valeria Mazza, Argentijns model en ondernemer
- 17 - Billie Joe Armstrong, Amerikaans zanger (Green Day)
- 17 - Philippe Candeloro, Frans kunstschaatser
- 17 - Taylor Hawkins, Amerikaans drummer (overleden 2022)
- 17 - Cezary Kucharski, Pools voetballer
- 18 - Wilson Kibet, Keniaans atleet
- 18 - Tanya McQueen, Amerikaans televiepersoonlijkheid, ontwerpster en lerares
- 18 - Torsten Schmidt, Duits wielrenner
- 18 - Henry van der Vegt, Nederlands voetballer
- 19 - Noureddine Bentoumi, Algerijns langlaufer
- 19 - Mick van Wely, Nederlands misdaadjournalist en publicist
- 20 - Robin van Galen, Nederlands waterpoloër en waterpolocoach
- 20 - Tjitske Reidinga, Nederlands actrice
- 20 - Cristina Sánchez, Spaans torera
- 21 - Ester Goossens, Nederlands atlete
- 21 - Gianluca de Lorenzi, Italiaans autocoureur
- 21 - Alan Norris, Engels darter
- 22 - Michael Chang, Chinees-Amerikaans tennisser
- 22 - Laurence Leboucher, Frans wielrenster
- 22 - Claudia Pechstein, Duits schaatsster
- 22 - Haim Revivo, Israëlisch voetballer
- 22 - Barbara Wijnveld, Nederlands kunstenares
- 23 - Felicita Vos, Nederlands schrijfster
- 24 - Delilah Asiago, Keniaans atlete
- 25 - Erwin van de Looi, Nederlands voetballer en voetbaltrainer
- 25 - Viorel Talapan, Roemeens roeier
- 25 - James Wilson, Engels darter
- 27 - Jeannette Lewin, Nederlands hockeyster
- 27 - Michaël Paquay, Belgisch motorcoureur (overleden 1998)
- 28 - Jan Boven, Nederlands wielrenner
- 29 - Rui Águas, Portugees autocoureur
- 29 - Ángel Castresana, Spaans wielrenner
- 29 - Andries Kramer, Nederlands schaatser
- 29 - Antonio Sabato jr., Amerikaans acteur
- 29 - Pedro Sánchez, Spaans politicus en premier

### maart
- 1 - Sjerstin Vermeulen, Nederlands paralympisch sportster
- 2 - Michael Buskermolen, Nederlands voetballer
- 3 - Darren Anderton, Engels voetballer
- 3 - Alexandru Deaconu, Roemeens voetbalscheidsrechter
- 3 - Peter O'Leary, Nieuw-Zeelands voetbalscheidsrechter
- 3 - Christian Oliver, Duits-Amerikaans acteur (overleden 2024)
- 3 - Marko Tuomela, Fins voetballer
- 3 - Yasmine (Hilde Rens), Vlaams zangeres (overleden 2009)
- 4 - Jos Verstappen, Nederlands autocoureur
- 5 - Lloyd van Dams, Surinaams-Nederlands thaibokser en K1-vechter (overleden 2021)
- 5 - Bart Ettekoven, Nederlands tv-presentator en journalist
- 5 - Mensur Suljović, Servisch-Oostenrijks darter
- 6 - Abdelkrim El Hadrioui, Marokkaans voetballer
- 6 - Shaquille O'Neal, Amerikaans basketballer
- 6 - Marianne Thieme, Nederlands dierenactiviste, politica en publiciste
- 7 - Kristan Bromley, Brits skeletonracer
- 8 - Denis Lian, Singaporees-Chinees autocoureur
- 10 - Takashi Fujii, Japans komiek
- 10 - Nick Gates, Australisch wielrenner
- 10 - Michaël Volkaerts, Belgisch schrijver
- 11 - Tarik Filipović, Kroatisch acteur
- 12 - Alberto López de Munain, Spaans wielrenner
- 15 - Elio Aggiano, Italiaans wielrenner
- 15 - Filip Dewulf, Belgisch tennisser
- 15 - Mark Hoppus, Amerikaans bassist
- 15 - Ben Hunt-Davis, Brits roeier
- 15 - Diego Nargiso, Italiaans tennisser
- 15 - Christopher Williams, Jamaicaans atleet
- 16 - Sándor Noszály, Hongaars tennisser
- 17 - Melissa Auf der Maur, Canadees rockmuzikante
- 17 - Oksana Grisjtsjoek, Russisch kunstschaatsster
- 18 - Iván Valenciano, Colombiaans voetballer
- 20 - Daniela Hunger, (Oost-)Duits zwemster en olympisch kampioene
- 22 - Alex Kapranos, Schots zanger
- 20 - Gregory Searle, Brits roeier
- 21 - Derartu Tulu, Ethiopisch atlete
- 22 - Cory Lidle, Amerikaans honkballer (overleden 2006)
- 22 - Prins Pieter-Christiaan, zoon van Prinses Margriet en mr. Pieter van Vollenhoven
- 22 - Malcolm Page, Australisch zeiler
- 22 - Katja Retsin, Vlaams omroepster en presentatrice
- 22 - Åsa Romson, Zweeds politica
- 23 - Rubens Barrichello, Braziliaans autocoureur
- 23 - Jonas Björkman, Zweeds tennisser
- 23 - Nadja Hüpscher, Nederlands actrice
- 23 - Guus Meeuwis, Nederlands zanger
- 23 - Peter Møller, Deens voetballer
- 23 - Erwin Vervecken, Belgisch wielrenner
- 25 - Roberto Acuña, Paraguayaans voetballer
- 25 - Naftali Bennett, Israëlisch politicus; premier sinds 2021
- 25 - Jacques Nieuwlaat, Nederlands mastercaller en verslaggever in de dartssport
- 25 - Phil O'Donnell, Schots voetballer (overleden 2007)
- 25 - Chris Walker, Brits motorcoureur
- 27 - Jimmy Floyd Hasselbaink, Nederlands voetballer
- 28 - Olga Jegorova, Russisch atlete
- 28 - Devinn Lane, Amerikaans erotisch fotomodel en pornoster en schrijfster, regisseur en producer van pornofilms
- 28 - Dick Lukkien, Nederlands voetballer
- 29 - Rui Costa, Portugees voetballer
- 29 - Piet-Hein Geeris, Nederlands hockeyer
- 29 - Priti Patel, Brits conservatief politica (Home secretary)
- 30 - Mili Avital, Israëlisch actrice
- 30 - Ruud Borst, Nederlands marathonschaatser
- 30 - Sander van Heeswijk, Nederlands hockeyer
- 30 - Harold Lozano, Colombiaans voetballer
- 30 - Karel Poborský, Tsjechisch voetballer
- 31 - Sietse Fritsma, Nederlands politicus
- 31 - Isabelle de Ridder, Nederlands kinderboekenschrijfster
- 31 - Renate van der Zalm, Nederlands televisiepresentatrice en echtgenote van schaatser Erben Wennemars

### april
- 1 - Ewan Pearson, houseproducer
- 2 - Lidewij Benus, Nederlands actrice
- 2 - Mathieu Daniel Polak, Nederlands pianist, beiaardier en componist
- 3 - Jennie Garth, Amerikaans actrice
- 3 - Yasmine Kherbache, Belgisch politica
- 3 - Sandrine Testud, Frans tennisspeelster
- 4 - Isabelle Brinkman, Nederlands televisiepresentatrice
- 4 - Jerome Damon, Zuid-Afrikaans voetbalscheidsrechter
- 5 - Paul Okon, Australisch voetballer
- 6 - Jo Van Daele, Belgisch atleet
- 8 - Piotr Świerczewski, Pools voetballer
- 9 - Margarita Fullana, Spaans wielrenster en mountainbikester
- 10 - Frank Lammers, Nederlands acteur
- 10 - Mario Stanić, Kroatisch voetballer
- 11 - Annemette Jensen, Deens atlete
- 13 - Rein Baart, Nederlands voetbaldoelman
- 13 - Fabrizio Guidi, Italiaans wielrenner
- 13 - Carlos Mortensen, Spaans pokerspeler
- 14 - Serge Gumienny, Belgisch voetbalscheidsrechter
- 14 - Casper Helling, Nederlands marathonschaatser
- 14 - Wojciech Kowalczyk, Pools voetballer
- 15 - Hella Hueck, Nederlands journaliste
- 15 - Chun Wei Cheung, Nederlands roeier (overleden 2006)
- 16 - Marianne Cornet (SoulSister), Surinaams zangeres, actrice en schrijfster
- 16 - Andreas Dittmer, Duits kanovaarder
- 16 - Conchita Martínez, Spaans tennisster
- 16 - Paolo Negro, Italiaans voetballer
- 17 - Jennifer Garner, Amerikaans actrice
- 17 - Eddy van Hijum, Nederlands bestuurskundige en politicus
- 17 - Yuichi Nishimura, Japans voetbalscheidsrechter
- 17 - Macha van der Vaart, Nederlands hockeyster
- 17 - Jarkko Wiss, Fins voetballer en voetbalcoach
- 18 - Roeland Fernhout, Nederlands acteur
- 18 - Annette Sekrève, Nederlands prinses
- 19 - Frank Asselman, Belgisch atleet
- 19 - Marcelo Elizaga, Ecuadoraans voetballer
- 19 - Rivaldo, Braziliaans voetballer
- 20 - Froukje de Both, Nederlands actrice en televisiepresentatrice
- 20 - Brahim Boulami, Marokkaans atleet
- 20 - Wouter Van Bellingen, Vlaams ambtenaar en politicus
- 21 - Betje Koolhaas, Nederlands actrice
- 21 - Gwendal Peizerat, Frans kunstschaatser
- 21 - Vidar Riseth, Noors voetballer
- 22 - Sabine Appelmans, Belgisch tennisster en televisiepresentatrice
- 23 - Demet Akalın, Turks mannequin en actrice
- 23 - Tony Chapron, Frans voetbalscheidsrechter
- 23 - Johnson Kubisa, Botswaans atleet
- 23 - Amira Medunjanin, Bosnisch zangeres
- 24 - Chipper Jones, Amerikaans honkballer
- 24 - Jure Košir, Sloveens alpineskiër
- 24 - Glen Riddersholm, Deens voetbalcoach
- 24 - Anne Dorthe Tanderup, Deens handbalster
- 25 - Tijn Docter, Nederlands acteur
- 25 - Sofia Helin, Zweeds actrice
- 27 - Silvia Farina-Elia, Italiaans tennisster
- 27 - Maura West, Amerikaans actrice
- 28 - Jean-Paul van Gastel, Nederlands voetballer
- 29 - Erica Monique Atkins, Amerikaans zangeres
- 29 - Niclas Fasth, Zweeds golfer
- 29 - Luc Frank, Belgisch politicus
- 29 - Bettina Zipp, Duits atlete

### mei
- 1 - Angela Alupei, Roemeens roeister
- 2 - Dyanne Beekman, Nederlands modeonderneemster en presentatrice
- 2 - Michael Hester, Nieuw-Zeelands voetbalscheidsrechter
- 2 - The Rock, Canadees-Samoaans worstelaar
- 2 - Hilde Vautmans, Vlaams politica
- 3 - Benno Tempel, Nederlands kunsthistoricus en museumdirecteur
- 4 - Michael Pritchard, Amerikaans bassist (onder andere Green Day)
- 4 - Miles Stewart, Australisch triatleet
- 5 - Brigitta Boccoli, Italiaans actrice
- 5 - James Cracknell, Brits roeier
- 5 - Michael Green, Duits hockeyer
- 5 - Lenka Ilavská, Slowaaks wielrenster
- 5 - Devin Townsend, Canadees zanger/gitarist
- 6 - Naoko Takahashi, Japans atlete
- 7 - Peter Dubovský, Slowaaks voetballer (overleden 2000)
- 10 - Georgi Nemsadze, Georgisch voetballer
- 10 - Katja Seizinger, Duits alpineskiester
- 10 - Christian Wörns, Duits voetballer
- 11 - Tomáš Dvořák, Tsjechisch atleet
- 12 - Aleksandr Goloebev, Russisch schaatser
- 12 - Damian McDonald, Australisch wielrenner (overleden 2007)
- 12 - Alfonso Obregón, Ecuadoraans voetballer
- 12 - Hagar Peeters, Nederlands dichteres
- 13 - Pieta van Dishoeck, Nederlands roeister
- 13 - Ralph Ferron, Luxemburgs voetballer
- 14 - Mayke Nas, Nederlands componiste
- 15 - Niklas Axelsson, Zweeds wielrenner
- 15 - Patrick Pothuizen, Nederlands voetballer
- 16 - David Charvet, Frans acteur
- 16 - Andrzej Duda, Pools president
- 17 - Elena Pampoulova, Bulgaars-Duits tennisster (overleden 2023)
- 18 - Nordin Ben Salah, Nederlands-Marokkaans bokser (overleden 2004)
- 18 - Rachid Yachou, Marokkaans-Belgisch voetballer
- 20 - Maarten Arens, Nederlands judoka
- 20 - Bård Borgersen, Noors voetballer
- 20 - Serghei Cleșcenco, Moldavisch voetballer
- 20 - Busta Rhymes, Amerikaans rapper
- 21 - The Notorious B.I.G., Amerikaans rapper (overleden 1997)
- 22 - Jaouad Gharib, Marokkaans atleet
- 22 - Konstantin Landa, Russisch schaakgrootmeester (overleden 2022)
- 23 - Jack Allerts, Nederlands schrijver
- 23 - Rubens Barrichello, Braziliaans autocoureur
- 23 - Kevin Ullyett, Zimbabwaans tennisser
- 23 - Anne Wenzel, Duitse beeldhouwer, installatiekunstenaar, fotograaf en kunstschilder
- 24 - Maia Sandu, Moldavisch politica; president sinds 2020
- 24 - Valerie Zwikker, Nederlands tv-presentatrice
- 27 - Agueda Amaral, Oost-Timorees atlete
- 27 - Eskild Ebbesen, Deens roeier
- 28 - Michael Boogerd, Nederlands wielrenner
- 30 - Zoran Lerchbacher, Oostenrijks darter
- 31 - Archie Panjabi, Brits actrice
- 31 - Alison Pargeter, Engels actrice

### juni
- 1 - Daniel Casey, Engels acteur

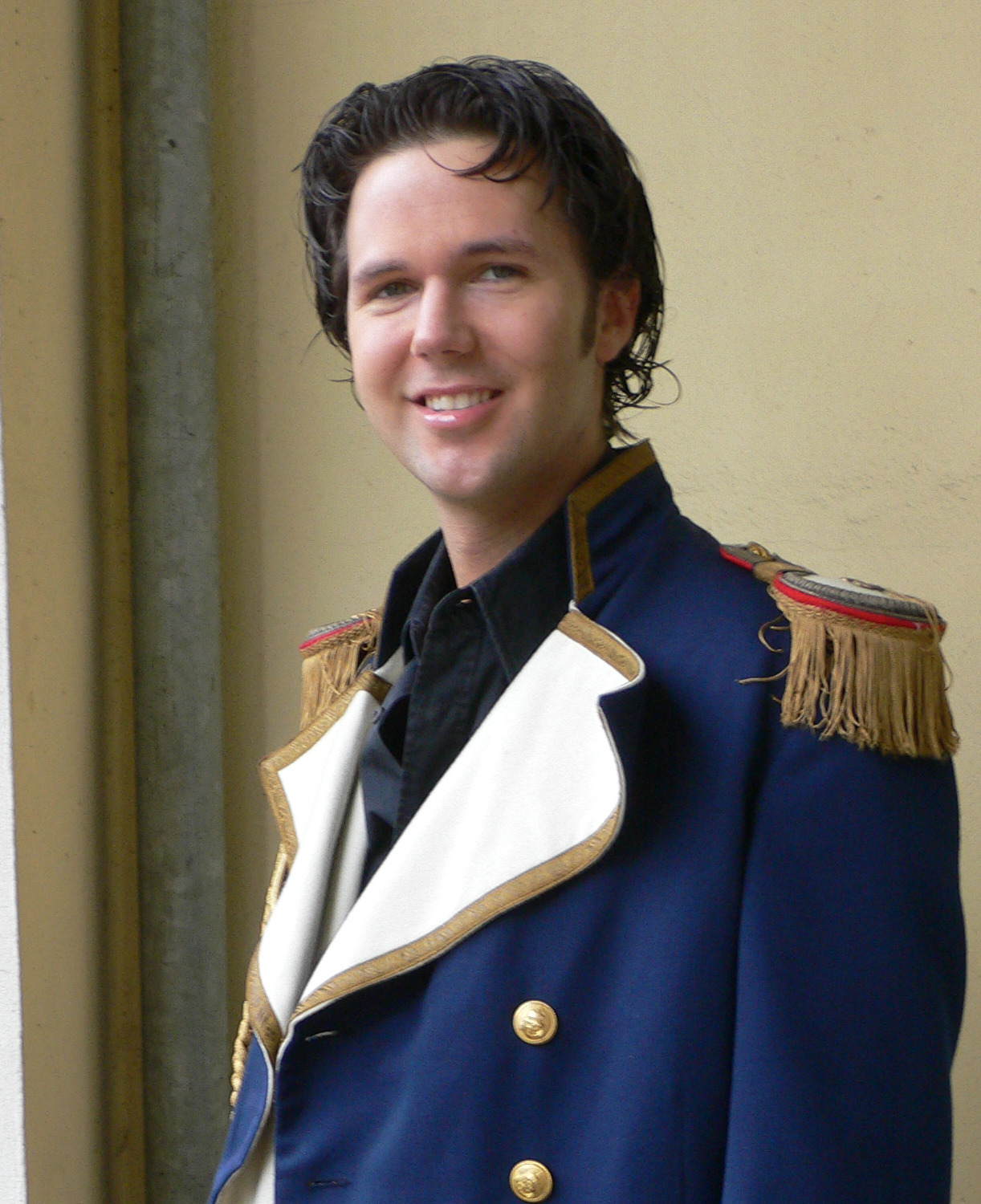
Alexander Marcus,
geboren op 26 juni

- 1 - Miroslav König, Slowaaks voetbaldoelman
- 2 - Wentworth Miller, Amerikaans acteur
- 2 - Jekaterina Karsten Wit-Russisch roeister
- 3 - Marjon de Hond, Nederlands weervrouw
- 4 - György Kolonics, Hongaars kanovaarder (overleden 2008)
- 6 - Cristina Scabbia, Italiaans zangeres
- 7 - Leah Malot, Keniaans atlete
- 7 - Lahoucine Mrikik, Marokkaans marathonloper
- 10 - Matthew Breeze, Australisch voetbalscheidsrechter
- 15 - Marcus Hahnemann, Amerikaans voetballer
- 17 - Iztok Čop, Sloveens roeier
- 18 - Anu Tali, Estisch dirigent
- 19 - Brian McBride, Amerikaans voetballer
- 20 - Petra De Steur, Vlaams zangeres
- 20 - Chino Moreno, Amerikaans muzikant
- 20 - Craig Thomson, Schots voetbalscheidsrechter
- 20 - Tom Van Dyck, Vlaams acteur
- 21 - Pedro Alonso, Spaans acteur
- 21 - Nobuharu Asahara, Japans atleet
- 21 - William Kiplagat, Keniaans atleet
- 22 - Dariusz Baranowski, Pools wielrenner
- 22 - Jeroen van der Boom, Nederlands televisiepresentator en zanger
- 22 - Emanuel Filibert van Savoye, kleinzoon van Italiës laatste koning Umberto II
- 22 - Stephan Vuckovic, Duits triatleet
- 23 - Selma Blair, Amerikaans actrice
- 23 - Sacha Schneider, Luxemburgs voetballer
- 23 - Zinédine Zidane, Frans voetballer
- 24 - Pieter Klok, Nederlands journalist; hoofdredacteur van de Volkskrant
- 24 - Robbie McEwen, Australisch wielrenner
- 25 - Tina Nijkamp, Nederlands mediapersoonlijkheid en kijkcijferanaliste
- 25 - Danny Stam, Nederlands wielrenner
- 26 - Alexander Marcus, Duits zanger
- 26 - Mansueto Velasco, Filipijns bokser
- 27 - Cécile Koekkoek, Nederlands journaliste en publiciste
- 28 - Marianne Besselink, Nederlands burgemeester
- 28 - Peter Binkovski, Sloveens voetballer
- 28 - Lisa van Ginneken, Nederlands politica  (D66)
- 28 - Alessandro Nivola, Amerikaans acteur
- 29 - DJ Shadow, Amerikaans dj en muziekproducer
- 30 - Carlos Clos Gómez, Spaans voetbalscheidsrechter
- 30 - Stuart Rendell, Australisch atleet

### juli

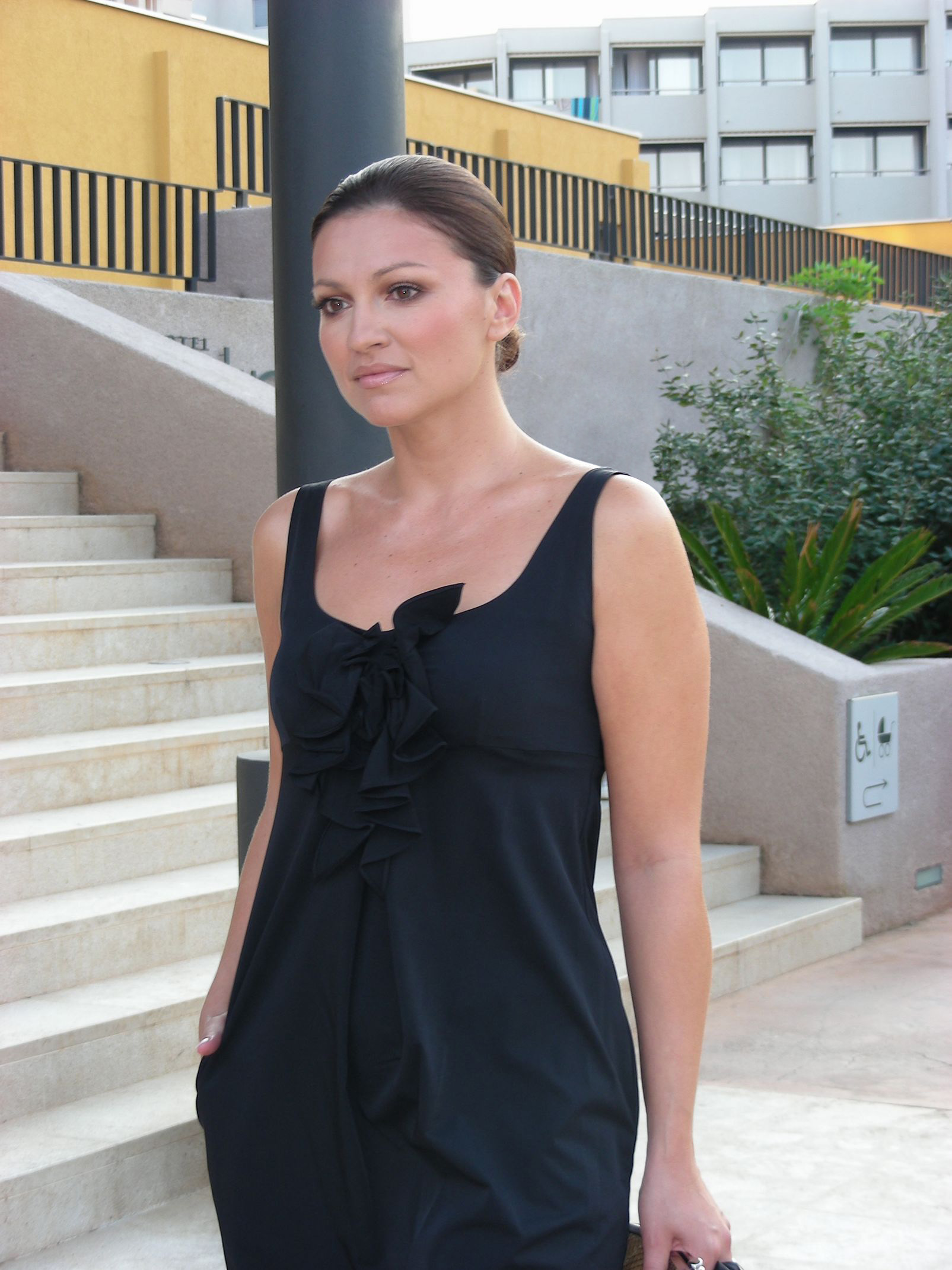
Nina Badrić,
geboren op 4 juli

- 1 - Maurice Limmen, Nederlands politicus (CDA) en (vakbonds)bestuurder
- 1 - Steffi Nerius, Duits atlete
- 2 - Matthew Birir, Keniaans atleet
- 4 - Nina Badrić, Kroatisch zangeres
- 4 - Stefan Jansen, Nederlands voetballer
- 5 - Niki Aebersold, Zwitsers wielrenner
- 5 - Viviane Sassen, Nederlands beeldend kunstenares en fotografe
- 5 - Marieke de Vries, Nederlands tv-journaliste
- 6 - Zjanna Block, Oekraïens atlete
- 6 - Rossano Galtarossa, Italiaans roeier
- 7 - Vincent Croiset, Nederlands acteur
- 7 - Lisa Leslie, Amerikaans basketbalster
- 7 - Tony West, Engels darter
- 8 - Davit Dzjanasjia, Georgisch voetballer
- 9 - Anabel Gambero, Argentijns hockeyster
- 10 - Sofía Vergara, Colombiaans actrice
- 11 - Henrique Capriles, Venezolaans politicus
- 11 - Ilonda Lūse, Lets langebaanschaatsster
- 11 - Cedric Van Lommel, Belgisch wielrenner
- 12 - Tibor Benedek, Hongaars waterpoloër (overleden 2020)
- 14 - Manfred Weber, Duits (euro)politicus
- 15 - Juan Edgardo Angara, Filipijns politicus
- 15 - Scott Foley, Amerikaans acteur (onder andere Dawson's Creek)
- 15 - Natalja Sadova, Russisch atlete
- 17 - Jaap Stam, Nederlands voetballer
- 17  - Andy Whitfield, Welsh acteur en model (overleden 2011)
- 18 - Walter Bénéteau, Frans wielrenner (overleden 2022)
- 20 - Geena Lisa Peeters, Vlaams zangeres en presentatrice
- 21 - Martin Groenewold, Nederlands zanger
- 22 - Franco Battaini, Italiaans motorcoureur
- 23 - Giovane Élber, Braziliaans voetballer
- 24 - Geert Hunaerts, Vlaams acteur
- 25 - Masayuki Okano, Japans voetballer
- 26 - Mark Richardson, Brits atleet
- 27 - Takako Fuji, Japans actrice
- 27 - Maya Rudolph, Amerikaans zangeres, actrice en comédienne
- 28 - Elizabeth Berkley, Amerikaans actrice
- 28 - Christophe Stienlet, Vlaams acteur
- 28 - Ed Templeton, Amerikaans skateboarder
- 29 - Metin Kazak, Bulgaars politicus
- 30 - Dennis Looze, Nederlands triatleet
- 31 - Iva Bicanic, Nederlands klinisch psychologe
- 31 - Lara Billie Rense, Nederlands radio- en tv-presentatrice

### augustus

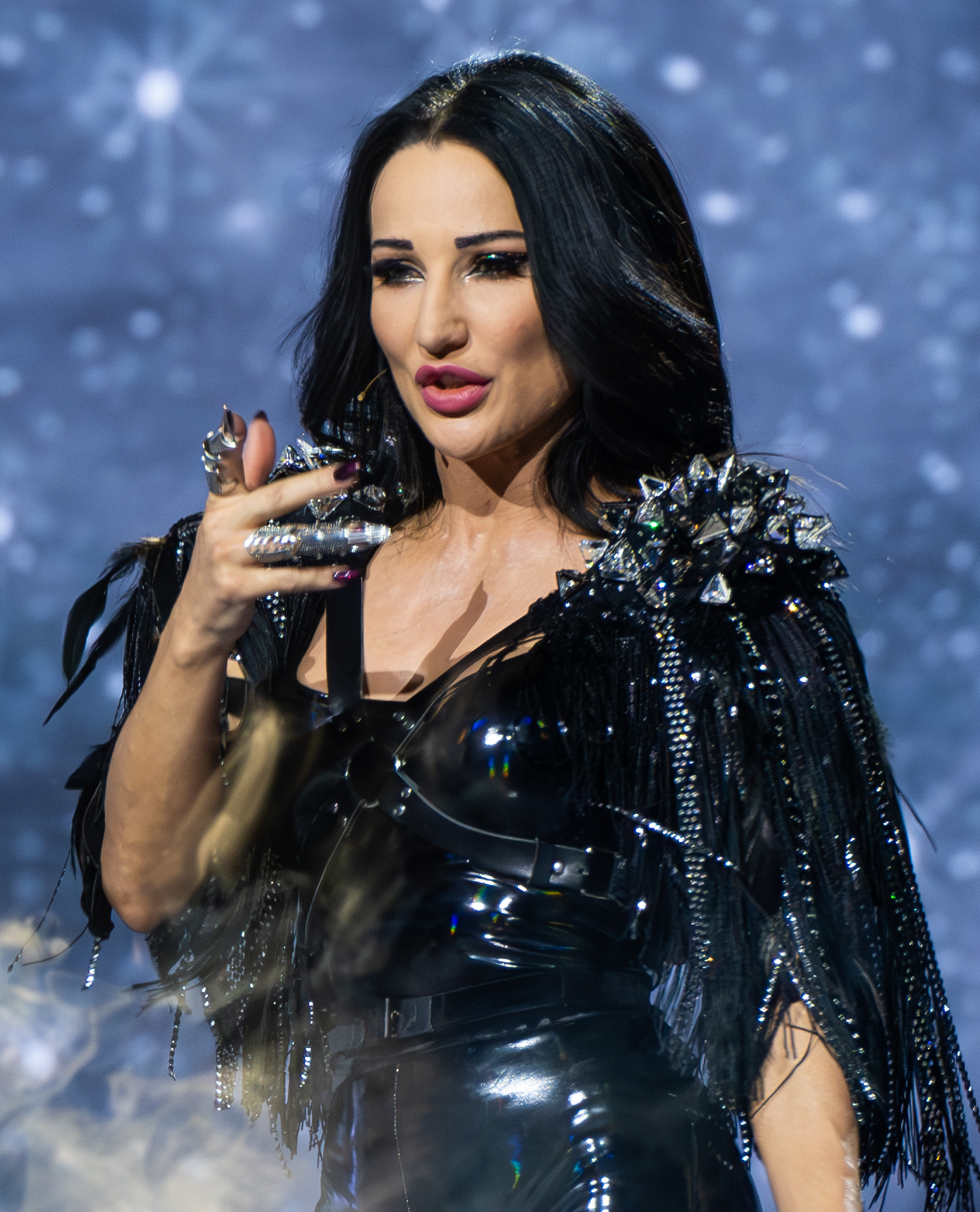
Justyna Steczkowska,
geboren op 2 augustus

- 1 - Christer Basma, Noors voetballer
- 2 - Moussa Aouanouk, Algerijns atleet
- 2 - Muriel Bowser, Amerikaans democratisch politica
- 2 - Corinne Rey-Bellet, Zwitsers skiester en misdaadslachtoffer (overleden 2006)
- 2 - Justyna Steczkowska, Pools zangeres
- 3 - Christian Keller, Duits zwemmer
- 3 - Marc Kinchen, Amerikaanse houseproducer
- 4 - Stefan van Dierendonck, Nederlands schrijver en priester
- 6 - Geri Halliwell, Brits zangeres (onder andere Spice Girls)
- 7 - Dennis Rijnbeek, Nederlands zwemmer
- 7 - Xeno Müller, Zwitsers roeier
- 7 - Goran Vlaović, Kroatisch voetballer
- 8 - Axel Merckx, Belgisch wielrenner
- 10 - Angie Harmon, Amerikaans actrice en model
- 11 - Joane Somarriba, Spaans wielrenster
- 12 - Mark Davis, Engels snookerspeler
- 12 - Mark Kinsella, Iers voetballer
- 12 - Takanohana Koji, Japans sumoworstelaar
- 12 - Dimitri Reinderman, Nederlands schaker
- 13 - Randal Corsen, Curaçaos-Nederlands pianist
- 14 - Yamilé Aldama, Cubaans-Soedanees atlete
- 14 - Ville Nylund, Fins voetballer
- 14 - Koen Van Rie, Belgisch atleet
- 15 - Ben Affleck, Amerikaans acteur
- 15 - Mikey Graham, Brits zanger
- 15 - Pasi Laaksonen, Fins voetballer
- 16 - Paul Sun-Hyung Lee, Canadees acteur
- 16 - Paula List, Nederlands paralympisch sportster
- 16 - Djoke van Marum, Nederlands paralympisch sportster
- 19 - Roberto Abbondanzieri, Argentijns voetballer
- 19 - Tanja Ostojić, Servisch feministisch performancekunstenares
- 21 - Hendro Munsterman, Nederlands theoloog en journalist
- 21 - Gisela Otto, Nederlands televisiepresentatrice
- 22 - Arjen Grolleman, Nederlands radio-dj (overleden 2010)
- 23 - Souad Massi, Algerijns zangeres
- 23 - Irina Mikitenko, Kazachs/Duits atlete
- 24 - Ava DuVernay, Amerikaans regisseuse en producente
- 25 - Quintis Ristie, Nederlands reporter en acteur
- 25 - Róbert Tomaschek, Slowaaks voetballer
- 26 - Paula Hawkins, Brits schrijfster
- 27 - Chris Armas, Amerikaans voetballer en voetbalcoach
- 27 - Jaap-Derk Buma, Nederlands hockeyer
- 27 - Roland Garber, Oostenrijks wielrenner
- 27 - The Great Khali, Indiaas professioneel worstelaar, acteur en bodybuilder
- 27 - Denise Lewis, Brits atlete
- 27 - Jimmy Pop Ali, Amerikaans zanger
- 28 - Beertje van Beers, Nederlands televisiepresentatrice
- 28 - Iván Gabrich, Argentijns voetballer
- 29 - Radek Bejbl, Tsjechisch voetballer
- 29 - Miranda Boonstra, Nederlands atlete
- 29 - Amanda Marshall, Canadese zangeres
- 30 - Cameron Diaz, Amerikaans actrice
- 30 - Pavel Nedvěd, Tsjechisch voetballer

### september

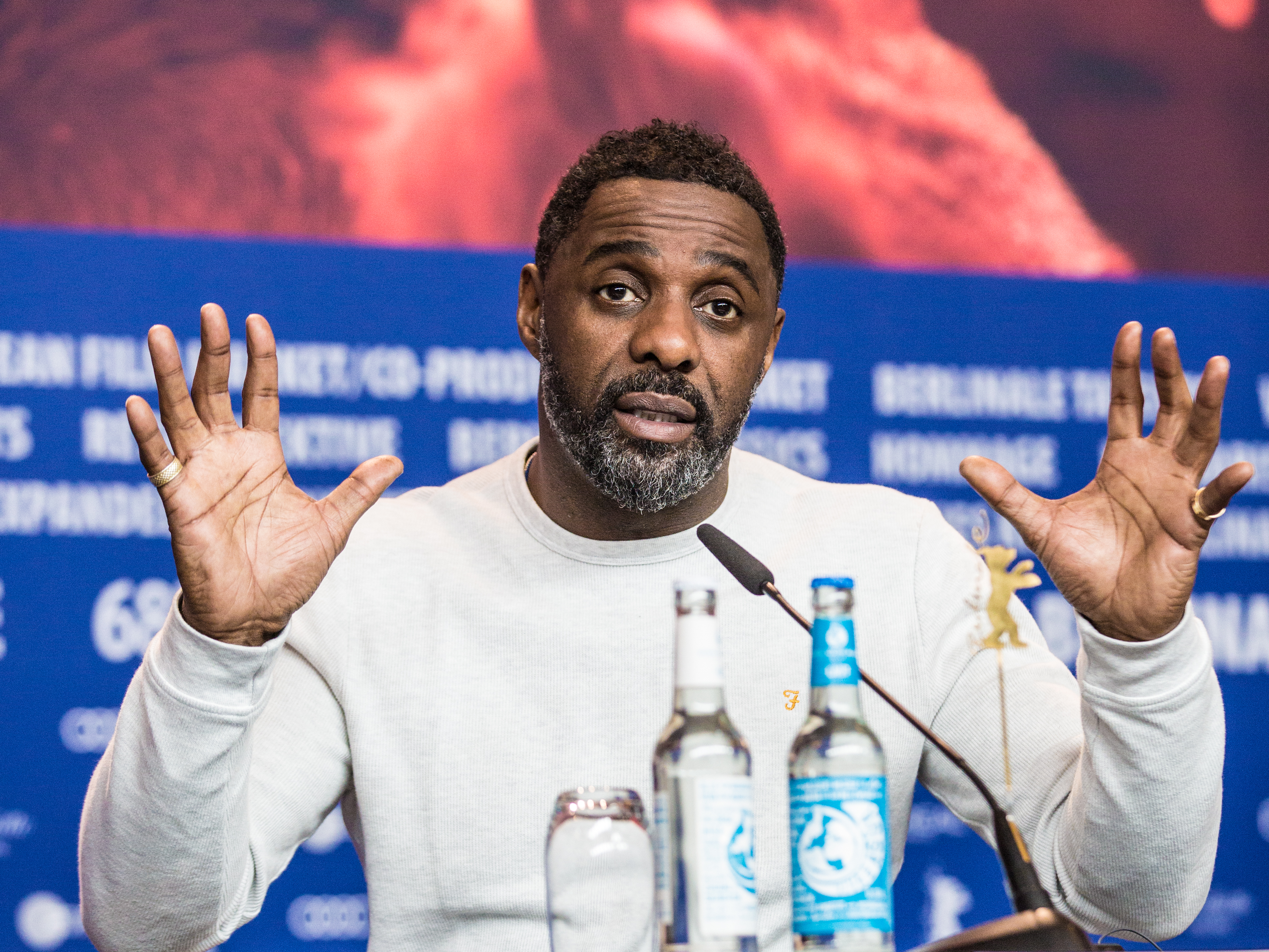
Idris Elba,
geboren op 6 september

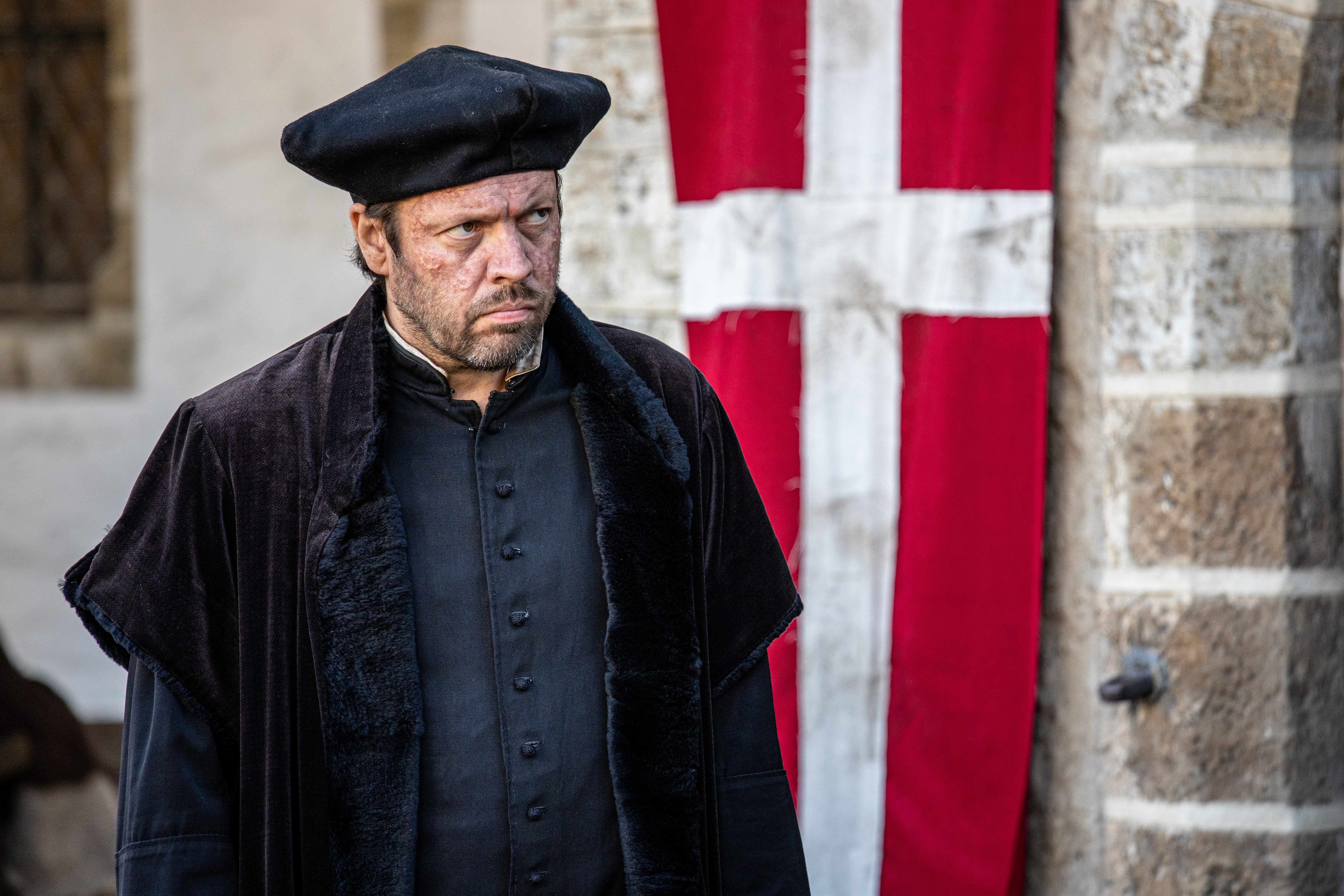
Mait Malmsten,
geboren op 6 september

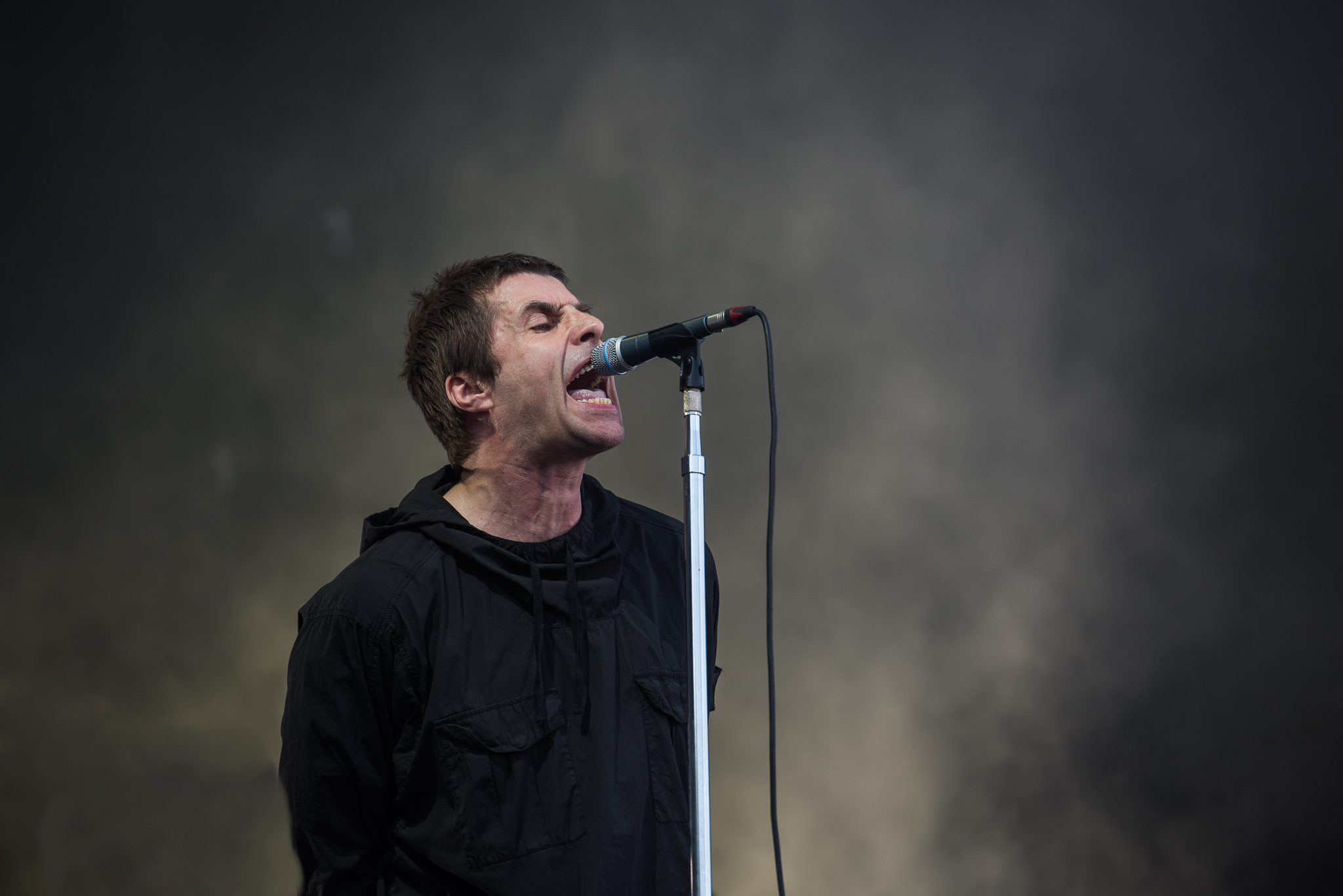
Liam Gallagher,
geboren op 21 september

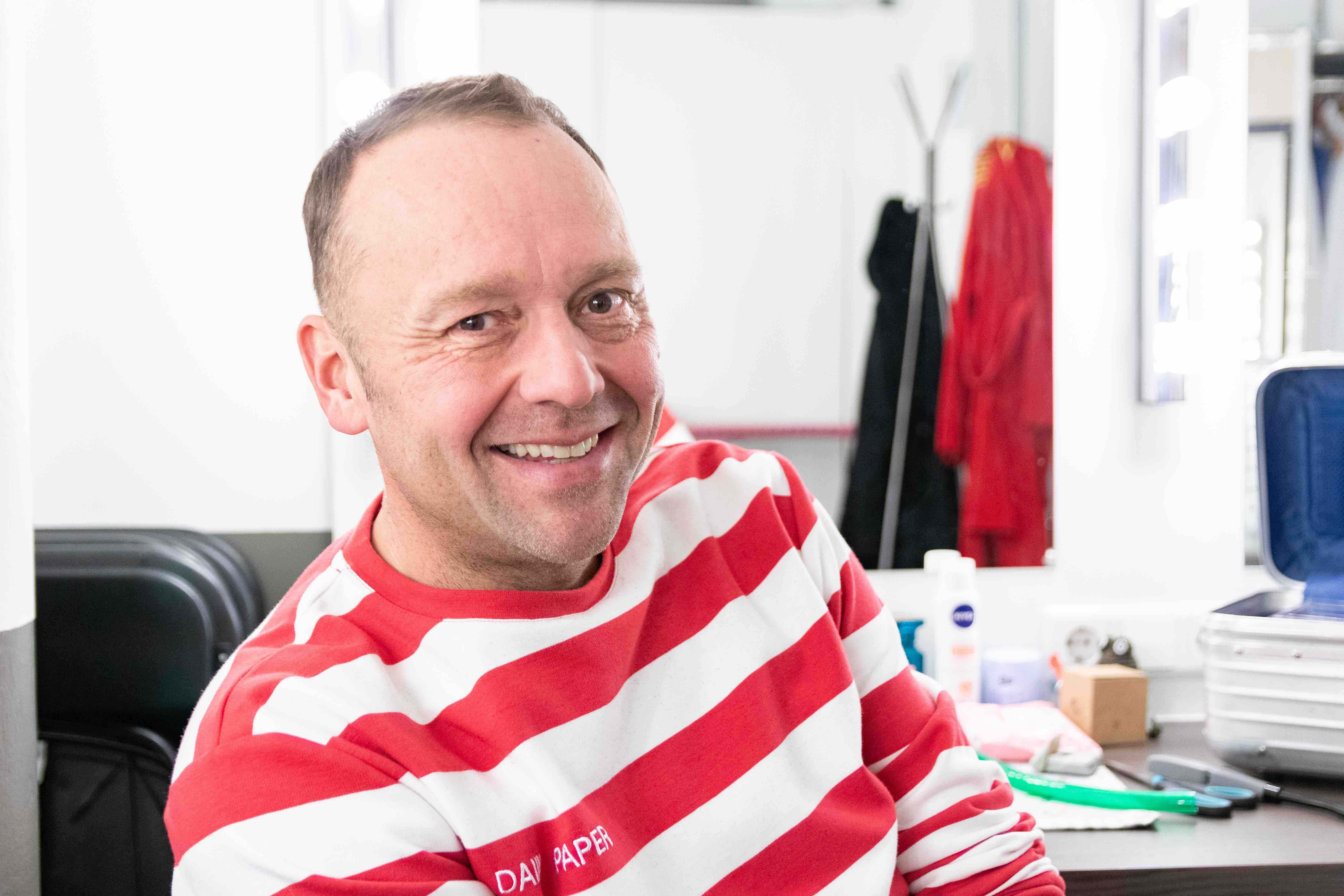
Richard Groenendijk,
geboren op 24 september

- 1 - Jetske van den Elsen, Nederlands televisiepresentatrice
- 2 - Søren Colding, Deens voetballer
- 3 - Tim Lobinger, Duits atleet (overleden 2023)
- 4 - Daniel Nestor, Canadees tennisser
- 5 - Salaheddine Bassir, Marokkaans voetballer
- 5 - Tim Mack, Amerikaans atleet
- 5 - Marike Stellinga, Nederlands journalist en columnist
- 6 - Idris Elba, Brits acteur (Luther)
- 6 - Mait Malmsten, Estisch acteur
- 6 - Ricardo Salazar, Amerikaans voetbalscheidsrechter
- 6 - Adriaan Van den Hoof, Vlaams acteur
- 6 - Dinand Woesthoff, Nederlands zanger (Kane)
- 7 - Bruno De Roover, Vlaams striptekenaar
- 8 - Markus Babbel, Duits voetballer
- 8 - Els Keytsman, Vlaams politicus
- 9 - Adam James, Engels acteur
- 9 - Miriam Oremans, Nederlands tennisster
- 9 - Goran Višnjić, Kroatisch-Amerikaans acteur
- 10 - Mariano Bombarda, Nederlands-Argentijns voetballer
- 10 - Ingrid Robeyns, Belgisch-Nederlands hoogleraar Ethiek
- 11 - Ma Yuqin, Chinees atlete
- 11 - Ricky Koole, Nederlands actrice
- 11 - Miguel Wiels, Vlaams artiest, componist en producent
- 12 - Richard David Brown, Britse rapper bekend als Silvah Bullet
- 13 - Job ter Burg, Nederlands filmeditor
- 14 - Jenny Colgan, Engels schrijfster
- 15 - Alan Culpepper, Amerikaans atleet
- 16 - Ramon van Haaren, Nederlands voetballer
- 16 - Tomomi Manako, Japans motorcoureur
- 16 - Vebjørn Rodal, Noors atleet
- 16 - Stefan Van Den Broek, Belgisch atleet
- 17 - Iván Pedroso, Cubaans atleet
- 18 - Brigitte Becue, Belgisch zwemster
- 18 - Wagner Rivera, Ecuadoraans voetballer
- 18 - André Willms, Duits roeier
- 21 - Liam Gallagher, Brits zanger (Oasis)
- 21 - David Silveria, Amerikaans drummer
- 22 - Manuel Cardoni, Luxemburgs voetballer
- 22 - Alexandre Rey, Zwitsers voetballer
- 22 - Kate Smyth, Australisch atlete
- 23 - Sam Bettens, Belgisch zanger (onder andere K's Choice)
- 23 - Jermaine Dupri, Amerikaans platenproducent en rapper
- 23 - Tom Van Hooste, Belgisch atleet
- 23 - Julian Winn, Welsh wielrenner
- 24 - Pierre Amine Gemayel, Libanees politicus (overleden 2006)
- 24 - Richard Groenendijk, Nederlands cabaretier en presentator
- 24 - Jesse Hughes, Amerikaans musicus
- 26 - Petra Huybrechtse, Nederlands atlete
- 26 - Patrick Johnson, Australisch atleet
- 27 - Clara Hughes, Canadees schaatsster en wielrenster
- 27 - Bibian Mentel, Nederlands snowboardster (overleden 2021)
- 27 - Gwyneth Paltrow, Amerikaans actrice
- 28 - Tamaki Serizawa, Japans motorcoureur
- 28 - Noëlle Smit, Nederlands illustratrice
- 28 - Dita Von Teese, Amerikaans danseres en model
- 29 - Koen Allaert, Belgisch atleet
- 30 - Ari Behn, Noors schrijver en documentairemaker (overleden 2019)

### oktober

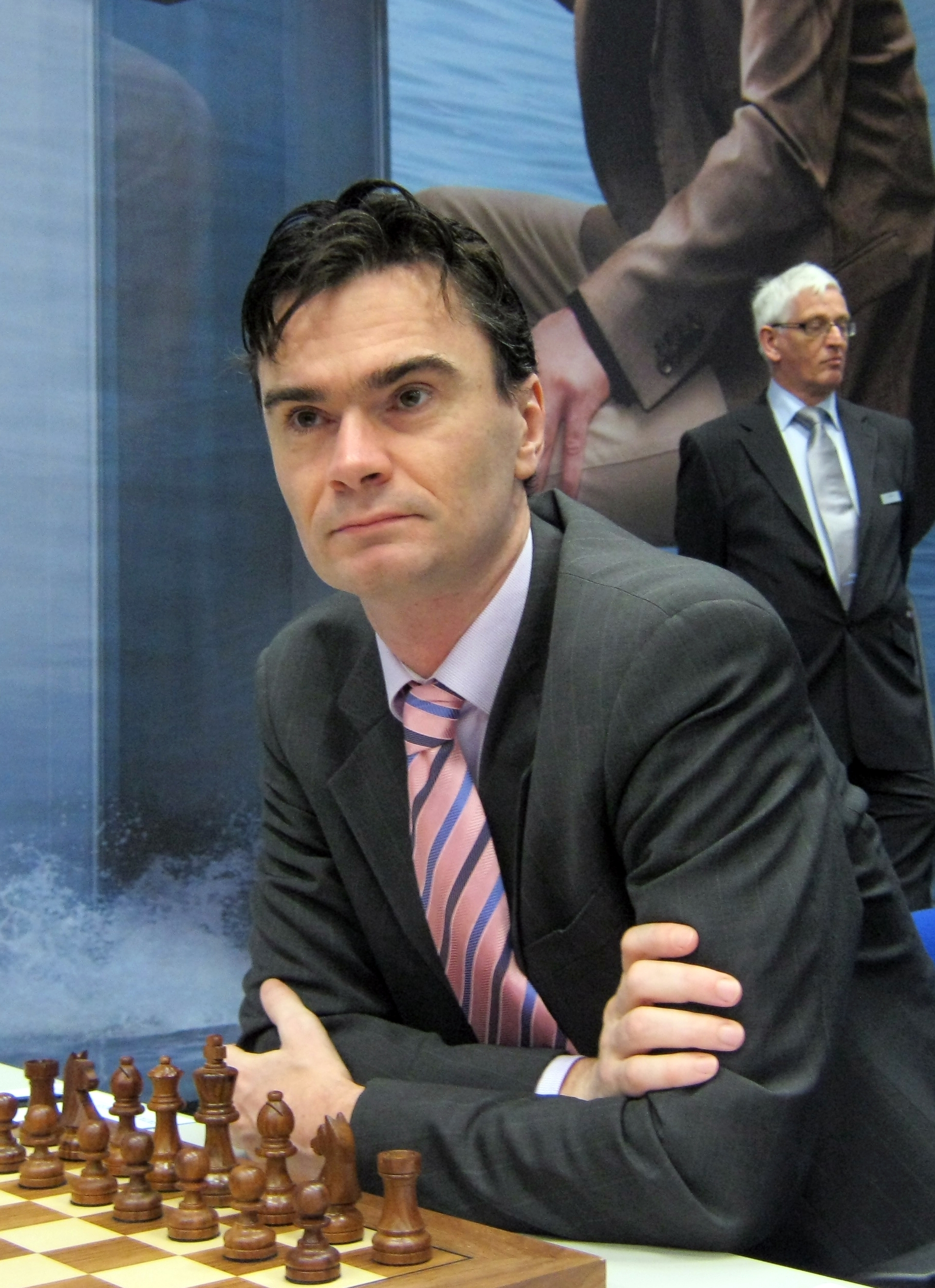
Loek van Wely,
geboren op 7 oktober

- 1 - Abdulrahman Abdou, Qatarees voetbalscheidsrechter
- 2 - Dimitri Verhulst, Belgisch schrijver en dichter
- 2 - Marith Volp, Nederlands politicus
- 3 - Meindert Schut, Nederlands journalist en radiopresentator
- 3 - Martin Stenmarck, Zweeds zanger
- 3 - G. Love, Amerikaans zanger en gitarist
- 4 - Joanna Stone, Australisch atlete
- 5 - Sergen Yalçın, Turks voetballer en voetbalcoach
- 6 - Mark Schwarzer, Australisch voetbaldoelman
- 7 - Marlou Aquino, Filipijns basketballer
- 7 - Loek van Wely, Nederlands schaker
- 7 - Remco van Wijk, Nederlands hockeyer
- 8 - Deirdre Demet, Amerikaans wielrenster
- 8 - Jan Verfaillie, Vlaams politicus
- 8 - Stanislav Varga, Slowaaks voetballer
- 10 - Joke Devynck, Belgisch actrice
- 11 - Cléber Eduardo Arado, Braziliaans voetballer (overleden 2021)
- 11 - Claudia Black, Australisch actrice
- 11 - Kyoko Ina, Amerikaans kunstschaatsster
- 13 - Prins Jaime en zijn tweelingzus Margarita, kinderen van prinses Irene
- 16 - Rifka Lodeizen, Nederlands actrice
- 17 - Eminem, Amerikaans rapper
- 17 - Nico Funck, Luxemburgs voetballer
- 18 - Karl Nehammer, Oostenrijks politicus; bondskanselier sinds 2021
- 19 - Sunny Bergman, Nederlands regisseuse en actrice
- 19 - Pras Michel, Amerikaans rapper (onder andere Fugees)
- 19 - Megan Still, Australisch roeister
- 20 - Dmitri Alenitsjev, Russisch politicus en voetballer
- 20 - Pie Geelen, Nederlands zwemmer
- 22 - Saffron Burrows, Brits actrice
- 23 - Mascha ten Bruggencate, Nederlands burgemeester
- 24 - Ruxandra Dragomir, Roemeens tennisster
- 24 - Matt Hemingway, Amerikaans atleet
- 24 - Romana Vrede, Nederlands actrice en theatermaakster
- 25 - Rodolfo Falcón, Cubaans zwemmer
- 25 - Gunay Uslu, Nederlands politica (D66)
- 26 - Takayuki Aoki, Japans autocoureur
- 26 - Andre Morris, Amerikaans atleet
- 27 - Larisa Kroeglova, Russisch atlete
- 27 - Maria Mutola, Mozambikaans atlete
- 28 - Pavel Olšiak, Slowaaks voetbalscheidsrechter
- 29 - Bart Dochy, Belgisch politicus
- 29 - Gabrielle Union, Amerikaans actrice
- 29 - Legna Verdecia, Cubaans judoka
- 29 - Peter Verhoeven, Vlaams radio- en televisiepresentator
- 30 - Jason Lowe, Engels darter
- 30 - Armand MacAndrew, Surinaams voetballer

### november

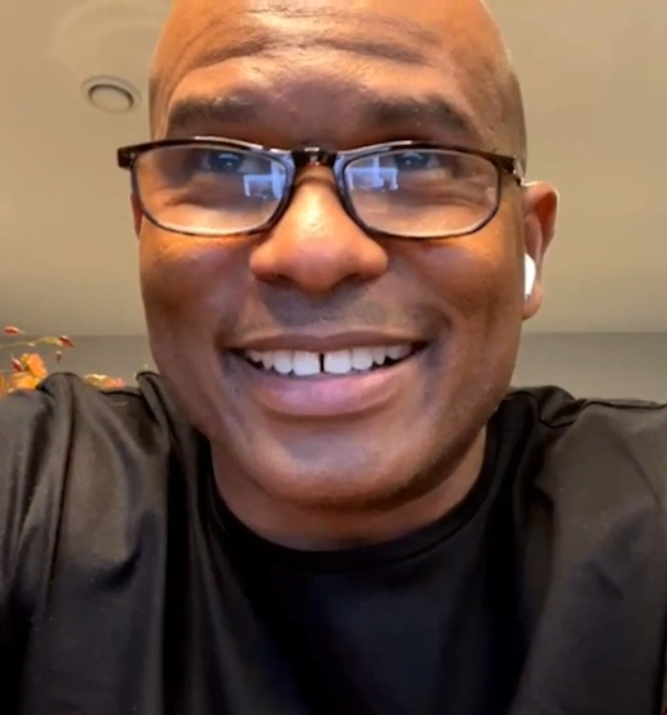
Roué Verveer,
geboren op 17 november

- 1 - Sophia Wezer, Nederlands danseres en zangeres
- 2 - Alfred Schreuder, Nederlands voetballer en voetbaltrainer
- 2 - Darío Silva, Uruguayaans voetballer
- 3 - Ugo Ehiogu, Engels voetballer (overleden 2017)
- 3 - Marko Koers, Nederlands atleet
- 4 - Luís Figo, Portugees voetballer
- 4 - Wendy Hoopes, Maleisch-Amerikaans actrice
- 5 - Sven Mislintat, Duits voetbalbestuurder; technisch directeur van AFC Ajax
- 7 - Marcus Stewart, Engels voetballer
- 9 - Sasja Brouwers, Nederlands zangeres
- 9 - Eric Dane, Amerikaans acteur
- 11 - Isis Gee, Pools-Amerikaans zangeres
- 13 - Pedro Reyes, Chileens voetballer
- 13 - Samantha Riley, Australisch zwemster
- 14 - Malik B. (M-illitant), Amerikaans rapper (The Roots) (overleden 2020)
- 14 - Josh Duhamel, Amerikaans acteur
- 16 - Ageeth Boomgaardt, Nederlands hockeyster
- 16 - Sonja Tol, Nederlands schermster
- 17 - Roué Verveer, Surinaams-Nederlands cabaretier
- 18 - Giovanni Linscheer, Surinaams zwemmer (overleden 2000)
- 20 - Rene Gutteridge, Amerikaans schrijfster
- 23 - Alf-Inge Håland, Noors voetballer
- 23 - Tonči Martić, Kroatisch voetballer en zaakwaarnemer
- 24 - Félix Cárdenas, Colombiaans wielrenner
- 24 - Marek Lemsalu, Estisch voetballer
- 25 - Stefan Everts, Vlaams motorcrosser
- 26 - Dave Rost, Nederlands triatleet en duatleet
- 27 - Bert Flier, Nederlands triatleet/atleet
- 27 - Youichi Ui, Japans motorcoureur
- 28 - Milan Timko, Slowaaks voetballer
- 29 - Andreas Goldberger, Oostenrijks schansspringer
- 29 - Iris Meerts, Nederlands politica
- 29 - Rodrigo Pessoa, Braziliaans springruiter

### december
- 1 - Nicky Koolen, Nederlands hockeyster
- 2 - Lara Almarcegui, Spaans fotografe en art intervention- en installatiekunstenaar
- 2 - Gustavo Borges, Braziliaans zwemmer
- 2 - Friso van Vemde Oudejans, Nederlands acteur
- 3 - Danilo Goffi, Italiaans atleet
- 4 - Tracey Cross, West-Australische paralympische zwemster
- 7 - Hermann Maier, Oostenrijks skiër
- 8 - Cristian Castro, Mexicaans zanger
- 9 - Tré Cool, Amerikaans drummer
- 9 - Fabrice Santoro, Frans tennisser
- 10 - Karl Jindrak, Oostenrijks tafeltennisser
- 10 - Puff Johnson, Amerikaans zangeres
- 10 - Brian Molko, Brits zanger (Placebo)
- 11 - Sami Al-Jaber, Saoedi-Arabisch voetballer
- 11 - Sigurd Rushfeldt, Noors voetballer
- 12 - Sandrine Hennart, Belgisch atlete
- 12 - Wilson Kipketer, Keniaans-Deens atleet
- 12 - Julika Marijn, Nederlands actrice en zangeres
- 12 - Hank Williams III, Amerikaans zanger
- 13 - Nader El-Sayed, Egyptisch voetballer
- 13 - Peter Luttenberger, Oostenrijks wielrenner
- 13 - Mauricio Solís, Costa Ricaans voetballer
- 15 - Bingen Fernández, Spaans wielrenner
- 15 - Sete Gibernau, Spaans motorcoureur
- 16 - Željko Kalac, Australisch voetballer
- 16 - Julia Klöckner, Duits politica
- 17 - John Abraham, Indiaas acteur
- 17 - Daniele Caimmi, Italiaans atleet
- 17 - Iván Pedroso, Cubaans atleet
- 18 - Senad Repuh, Bosnisch voetballer
- 19 - Rosa Blasi, Amerikaans actrice
- 19 - Alyssa Milano, Amerikaans actrice
- 21 - Debby Mansveld, Nederlands wielrenster
- 21 - Harri Ylönen, Fins voetballer
- 21 - Claudia Poll, Costa Ricaans zwemster
- 22 - Alex Agnew, Belgisch cabaretier
- 22   - Anderson Luis da Silva, Braziliaans voetballer
- 22   - Alexandre Moos, Zwitsers wielrenner
- 22   - Vanessa Paradis, Frans zangeres en actrice
- 22   - Jeroen Stomphorst, Nederlands nieuwslezer en televisiepresentator
- 23 - Dries Boussatta, Nederlands voetballer
- 23 - Sandy Martens, Belgisch voetballer
- 24 - René van Kooten, Nederlands musicalster, zanger en acteur
- 26 - Jérôme Le Banner, Frans vechtsporter
- 28 - Patrick Rafter, Australisch tennisser
- 29 - Barry Atsma, Nederlands acteur
- 29 - Jude Law, Brits acteur
- 29 - Joey McIntyre, Amerikaans zanger en acteur
- 30 - Christophe Vekeman, Vlaams schrijver, dichter en performer

### datum onbekend
- Karen Anti, Noors politicus
- Hayo Boerema, Nederlands organist
- Céline Blom, Nederlands politica (D66); sinds 2022 (waarnemend) burgemeester van Nunspeet
- Saskia Diesing, Nederlands filmregisseur en scenarioschrijver
- Asif Kapadia, Brits regisseur en documentairemaker
- Marente de Moor, Nederlands schrijfster en columniste
- Theo Parrish, Amerikaans deephouseproducer
- Sytze Pruiksma, Nederlands componist
- Sigrid Sengers, Nederlands politica
- Quirine Viersen, Nederlands celliste
- Helga Witjes, Nederlands politica (VVD)

## Weerextremen in België
- 7 februari: De neerslag die in België valt bevat zand uit de Sahara.
- 24 maart: Sedert 14 maart is de maximumtemperatuur elke dag hoger dan 15 °C.
- 7 april: Hagelbuien veroorzaken veel schade aan tuinbouwbedrijven op verschillende plaatsen in het land.
- 11 april: Windstoten veroorzaken belangrijke schade in de streek van Doornik.
- 5 juli: Neerslagtotaaltotaal van 108 mm in Witry.
- 9 juli: Hagelstenen tot 5 centimeter in de streek van Geldenaken en Tienen
- 18 juli: Neerslagtotaal van 104 mm in Verviers en met belangrijke schade.
- 20 juli: warmste dag van het jaar met 33 graden
- 20 oktober: Temperatuurminimum tot –7,2 °C in Rochefort.
- 21 oktober: Sedert 14 oktober heeft het elke nacht gevroren in Rochefort.
- 13 november: Windstoten tot 130 km/h aan de kust en 140 km/h in Antwerpen.

Bron: KMI Gegevens Ukkel 1901-2003  met aanvullingen